# Mouzaïa
Mouzaïa är en ort i Algeriet.   Den ligger i provinsen Tipaza, i den norra delen av landet, 40 km sydväst om huvudstaden Alger. Mouzaïa ligger 121 meter över havet och antalet invånare är 32 981.
Terrängen runt Mouzaïa är varierad, och sluttar norrut.Runt Mouzaïa är det tätbefolkat, med 511 invånare per kvadratkilometer. Närmaste större samhälle är Blida, 12,3 km öster om Mouzaïa. Trakten runt Mouzaïa består till största delen av jordbruksmark.